# Lois McMaster Bujold

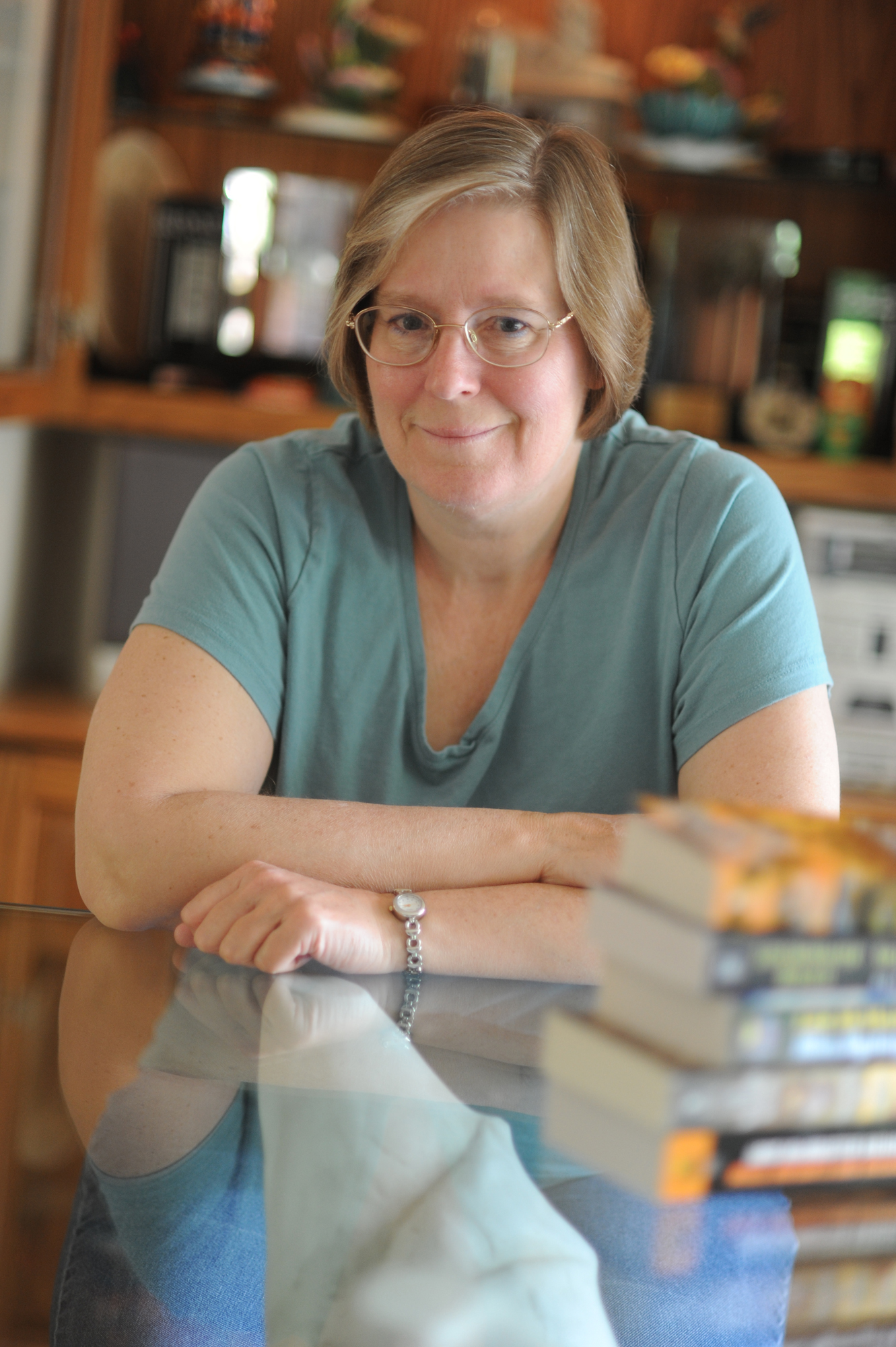
Lois McMaster Bujold (2009)

Lois Joy McMaster Bujold (geboren 2. November 1949 in Columbus (Ohio)) ist eine US-amerikanische Autorin von Science-Fiction- und Fantasybüchern.

## Leben

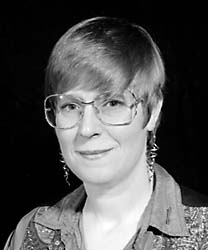
Bujold 1996

Bujold studierte von 1968 bis 1972 an der Ohio State University in Columbus. Seit 1969 war sie Teil des Science-Fiction-Fandoms, wo sie auch John Fredric Bujold kennen lernte, den sie 1971 heiratete und mit dem sie eine Tochter und einen Sohn hat. 1982 begann sie zu schreiben und veröffentlichte 1985 ihre erste Erzählung, die Grundlage für eine Episode von George A. Romeros Fernsehserie Tales from the Darkside (Barter, Staffel 4, Episode 19, 1988) wurde. 1986 folgten dann die ersten drei Romane der Vorkosigan-Saga, die bei Baen Books erschienen.
Bujold ist geschieden und lebt in Minnesota.

## Werk
Ihre Bücher beweisen Bujolds Beherrschung des vielfältigen Science-Fiction-Genres. Frühere Titel folgen hauptsächlich der Space-Opera-Tradition (auch der so genannten Military Science-Fiction), mit einer Menge von Schlachten, Verschwörungen und überraschenden Wendungen. Jedoch folgt sie dabei nur scheinbar den Klischees des Genres.
Ihr bekanntestes Werk ist die rund 1.000 Jahre in der Zukunft spielende Vorkosigan-Saga. Der Protagonist Miles Vorkosigan ist ein interstellarer Spion und Söldner-Admiral, der vom Planeten Barrayar stammt. Miles Vorkosigan ist behindert durch Kleinwüchsigkeit und sehr spröde Knochen – Folgen eines Anschlags auf seine Mutter, während sie mit ihm schwanger war. Die Romane zeigen, wie er mit Intelligenz, Mut und Menschlichkeit gegen Vorurteile, sinnlose Gewalt, Dummheit und die eigenen Schwächen ankämpft.
Ein zentrales Thema, das in ihren Romanen immer wieder auftaucht, sind Beziehungen unterschiedlichster Spielarten. Sei es die Liebe zwischen normalen und durch Genmanipulation körperlich veränderten Menschen (Die Quaddies von Cay Habitat), die Liebe zwischen Feinden (Scherben der Ehre), Homosexualität (Ethan von Athos) oder auch nur der Hang kleinwüchsiger Männer (wie Miles Vorkosigan) zu großen Frauen. Auch wenn es häufig ein Happy End gibt, wird in keiner Weise so getan, als ob diese Art von Beziehung das einzig Wahre für jeden oder auch nur normal wäre. Stattdessen schildert sie einfach vorurteilsfrei, aber durchaus liebenswert diese Eigenarten ihrer Protagonisten und tritt auf diese Weise für mehr Toleranz ein.
Sie hat den angesehenen Hugo Award für den besten Roman viermal gewonnen (womit sie den Rekord von Robert Heinlein eingestellt hat). Den Nebula Award erhielt sie bisher zweimal für den besten Roman. Für ihren Kurzroman The Mountains of Mourning und den Roman Paladin of Souls bekam sie sogar beide Preise sowie den Locus Award.

## Auszeichnungen
- 1989 Analog Award für Labyrinth als beste Erzählung
- 1989 Nebula Award für Falling Free als bester Roman
- 1990 Analog Award für Weatherman als beste Erzählung
- 1990 Hugo Award für The Mountains of Mourning als beste Erzählung
- 1990 Nebula Award für The Mountains of Mourning als beste Erzählung
- 1990 Science Fiction Chronicle Readers Poll für The Mountains of Mourning als beste Erzählung
- 1991 HOMer Award für Barrayar als bester SF-Roman
- 1991 Hugo Award für The Vor Game als bester Roman
- 1992 Hugo Award für Barrayar als bester Roman
- 1992 Locus Award für Barrayar als bester SF-Roman
- 1995 Hugo Award für Mirror Dance als bester Roman
- 1995 Locus Award für Mirror Dance als bester SF-Roman
- 2002 Mythopoeic Award für The Curse of Chalion in der Kategorie „Mythopoeic Fantasy Award for Adult Literature“
- 2004 Hugo Award für Paladin of Souls als bester Roman
- 2004 Locus Award für Paladin of Souls als bester Fantasy-Roman
- 2005 Nebula Award für Paladin of Souls als bester Roman
- 2011 Edward E. Smith Memorial Award for Imaginative Fiction
- 2014 Prometheus Hall of Fame Award für Falling Free
- 2017 Hugo Award für The Vorkosigan Saga als beste Serie
- 2018 Hugo Award für World of the Five Gods als beste Serie
- 2020 Damon Knight Memorial Grand Master Award

## Bibliografie

### Vorkosigan-Saga/Barrayar-Zyklus
Die Handlung der Romane stimmt chronologisch nicht mit der Reihenfolge der Entstehung überein. Eine Übersicht über die chronologische Reihenfolge findet sich auf der Seite des Zyklus.
Miles Vorkosigan
- 1 The Warrior’s Apprentice (1986)
  - Deutsch: Der Kadett. Übersetzt von Edda Petri. Heyne SF&F #5020, 1993, ISBN 3-453-06602-2.
- 2 The Vor Game (1990)
  - Deutsch: Der Prinz und der Söldner. Übersetzt von Michael Morgental. Heyne SF&F #5109, 1994, ISBN 3-453-07274-X.
- 3 Ethan of Athos (1986)
  - Deutsch: Ethan von Athos. Übersetzt von Michael Morgental. Heyne SF&F #5293, 1995, ISBN 3-453-08569-8.
- 4 Brothers in Arms (1990)
  - Deutsch: Waffenbrüder. Übersetzt von Michael Morgental. Heyne SF&F #5538, 1996, ISBN 3-453-11879-0.
- 5 Borders of Infinity (1989)
  - Deutsch: Grenzen der Unendlichkeit. Übersetzt von Michael Morgental. Heyne SF&F #5452, 1996, ISBN 3-453-10915-5.
- 6 Mirror Dance (1994)
  - Deutsch: Spiegeltanz. Übersetzt von Michael Morgental. Heyne SF&F #5885, 1997, ISBN 3-453-12670-X.
- 7 Cetaganda (4 Teile in: Analog Science Fiction and Fact, October 1995 ff.)
  - Deutsch: Cetaganda. Übersetzt von Michael Morgental. Heyne SF&F #6317, 1999, ISBN 3-453-15644-7.
- 8 Memory (1996)
  - Deutsch: Viren des Vergessens. Übersetzt von Michael Morgental. Heyne SF&F #6352, 2000, ISBN 3-453-17097-0.
- 9 Komarr (1998)
  - Deutsch: Komarr. Heyne, 2003, ISBN 3-453-21354-8.
- 10 A Civil Campaign (1999)
  - Deutsch: Botschafter des Imperiums. In: Lois McMaster Bujold: Der Botschafter. Heyne, 2006, ISBN 3-453-52127-7.
- 11 Diplomatic Immunity (2002)
  - Deutsch: Diplomatische Verwicklungen. In: Lois McMaster Bujold: Der Botschafter. Heyne, 2006, ISBN 3-453-52127-7.
- 12 Cryoburn (2010)
- 13 Captain Vorpatril’s Alliance (2012)

Kurzgeschichten:
- The Borders of Infinity (1987, in: Elizabeth Mitchell (Hrsg.): Free Lancers)
  - Deutsch: Grenzen der Unendlichkeit. In: Lois McMaster Bujold: Grenzen der Unendlichkeit. Heyne SF&F #5452, 1996, ISBN 3-453-10915-5. Auch als: Die Grenzen der Unendlichkeit. In: Lois McMaster Bujold: Der Doppelgänger. Heyne, ISBN 978-3-453-52106-3.
- Labyrinth (in: Analog Science Fiction and Fact, August 1989)
  - Deutsch: Labyrinth. In: Lois McMaster Bujold: Grenzen der Unendlichkeit. Heyne SF&F #5452, 1996, ISBN 3-453-10915-5.
- The Mountains of Mourning (in: Analog Science Fiction and Fact, May 1989)
  - Deutsch: Die Berge der Trauer. In: Lois McMaster Bujold: Grenzen der Unendlichkeit. Heyne SF&F #5452, 1996, ISBN 3-453-10915-5.
- Weatherman (in: Analog Science Fiction and Fact, February 1990)
- Winterfair Gifts (2004, in: Catherine Asaro (Hrsg.): Irresistible Forces)

Sammelausgaben:
- Vorkosigan’s Game (Sammelausgabe von 2 und 5; 1990)
- Young Miles (Sammelausgabe von 1 und 2; 1997)
- Miles, Mystery & Mayhem (Sammelausgabe von 7 und 3; 2001)
- Miles Errant (Sammelausgabe von 4 und 6; 2002)
  - Deutsch: Geschenke zum Winterfest. In: Lois McMaster Bujold: Der Botschafter. Heyne, 2006, ISBN 3-453-52127-7.
- Miles in Love (Sammelausgabe von 9 und 10; 2008)

Deutsche Sammelausgaben:
- Der junge Miles. Übersetzt von Edda Petri und Michael Morgental. Heyne SF&F #7051, 2005, ISBN 3-453-52014-9 (Sammelausgabe von 1 und 2 und der Erzählung Die Berge der Trauer).
- Gefährliche Missionen. Übersetzt von Michael Morgental. Heyne SF&F #7052, 2005, ISBN 978-3-453-52090-5 (Sammelausgabe von 3 und 7 und der Erzählung Labyrinth).
- Der Doppelgänger. Übersetzt von Michael Morgental. Heyne, 2005, ISBN 978-3-453-52106-3 (Sammelausgabe von 4–6).
- Die Revolte. Übersetzt von Michael Morgental. Heyne, 2005, ISBN 978-3-453-52122-3 (Sammelausgabe von 8 und 9).
- Der Botschafter. Übersetzt von Michael Morgental. Heyne, 2006, ISBN 3-453-52127-7 (Sammelausgabe von 10 und 11 und der Erzählung Geschenke zum Winterfest).

Cordelia Vorkosigan
- 1 Shards of Honor (1986; auch: Shards of Honour, 1988)
  - Deutsch: Scherben der Ehre. Übersetzt von Michael Morgental. Heyne SF&F #4968, 1994, ISBN 3-453-07744-X.
- 2 Barrayar (4 Teile in: Analog Science Fiction and Fact, July 1991 ff.)
  - Deutsch: Barrayar. Übersetzt von Michael Morgental. Heyne SF&F #5061, 1993, ISBN 3-453-07227-8.
- 3 Gentleman Jole and the Red Queen (2016)
- Aftermaths (in: Jerry Pournelle und Jim Baen (Hrsg.): Far Frontiers, Volume V/Spring 1986)
  - Deutsch: Schaurige Ernte. In: Wolfgang Jeschke (Hrsg.): Der Fensterjesus. Heyne SF&F #4880, 1992, ISBN 3-453-05396-6.
- Cordelia’s Honor (Sammelausgabe von 1 und 2; 1996)
  - Deutsch: Cordelias Ehre. Heyne SF&F #7050, 2004, ISBN 3-453-52001-7.

Quaddies
- 1 Falling Free (4 Teile in: Analog Science Fiction/Science Fact, Mid-December 1987 ff.)
  - Deutsch: Die Quaddies von Cay Habitat. Übersetzt von Michael Morgental. Heyne SF&F #5243, 1995, ISBN 3-453-07965-5.

weitere Bücher des Zyklus
- Test of Honor (1987)
- Dreamweaver’s Dilemma (1996, in: Lois McMaster Bujold: Dreamweaver’s Dilemma)
- Miles, Mutants and Microbes (2007)
- The Flowers of Vashnoi (2018)

### Serien und Zyklen
Die Serien sind nach dem Erscheinungsjahr des ersten Teils geordnet.
Putnam (Kurzgeschichten)
- Barter (in: Rod Serling’s The Twilight Zone Magazine, March-April 1985)
- The Hole Truth (in: Rod Serling’s The Twilight Zone Magazine, December 1986)
- Garage Sale (in: American Fantasy, Spring 1987)

World of the Five Gods (Romane)
- 1 The Curse of Chalion (2001)
  - Deutsch: Chalions Fluch. Bastei Lübbe Fantasy #20486, 2004, ISBN 3-404-20486-7.
- 2 Paladin of Souls (2003)
  - Deutsch: Paladin der Seelen. Bastei Lübbe (Bastei-Lübbe-Taschenbuch #20505), 2005, ISBN 3-404-20505-7.
- 3 The Hallowed Hunt (2005)
  - Deutsch: Im Schatten des Wolfes. Bastei Lübbe Science Fiction & Fantasy #20547, 2006, ISBN 3-404-20547-2.

Penric and Desdemona (Kurzromane):
- 1 Penric’s Demon (2015)
- 2 Penric and the Shaman (2016)
- 2 Penric’s Fox (2017)
- 3 Penric’s Mission (2016)
- 4 Mira’s Last Dance (2017)
- 5 The Prisoner of Limnos (2017)
- Penric’s Progress (2020, Sammlung)

The Sharing Knife
- 1 Beguilement (2006)
  - Deutsch: Die Klingen des Lichts. Bastei Lübbe Science Fiction & Fantasy #20571, 2007, ISBN 978-3-404-20571-4.
- 2 Legacy (2007, in: Lois McMaster Bujold: The Sharing Knife)
  - Deutsch: Der magische Dolch. Bastei Lübbe Science Fiction & Fantasy #20580, 2007, ISBN 978-3-404-20580-6.
- 3 Passage (2008)
- 4 Horizon (2009)
- 5 Knife Children (2019)
- The Sharing Knife (Sammelausgabe von 1 und 2; 2007)

### Einzelroman
- The Spirit Ring (1992)
  - Deutsch: Fiamettas Ring. Übersetzt von Michael Morgental. Heyne SF&F #5895, 1997, ISBN 3-453-12678-5.

### Sammlungen
- Dreamweaver’s Dilemma (1996)

### Kurzgeschichten
- A Preview from Cetaganda (1995, in: Lois McMaster Bujold: Mirror Dance)
- The Adventure of the Lady on the Embankment (1996, in: Lois McMaster Bujold: Dreamweaver’s Dilemma)
- Miles Vorkosigan/Naismith: His Universe and Times (2016, in: Lois McMaster Bujold: The Vor Game)

### Anthologien
- Women at War (1995; mit Roland J. Green)